# Banken der Automobilwirtschaft
Die Banken der Automobilwirtschaft (BDA) war der Zusammenschluss der herstellerverbundenen Banken und Leasinggesellschaften in Deutschland. Es gab bis zu dreizehn Arbeitsausschüsse zu betriebswirtschaftlichen, steuerlichen und rechtlichen Marktthemen. Darüber hinaus wurde Öffentlichkeitsarbeit für die automobilen Finanzdienstleistungen der Herstellerbanken betrieben. Die Gründung erfolgte 1984 und wird rechtlich durch die BDA Service GmbH vertreten. Die vertretenen Institute umfassten bis zu 36 Automobilmarken. Bis 2016 firmierte die Branchenvereinigung als „Arbeitskreis der Banken und Leasinggesellschaften der Automobilwirtschaft (AKA).“
Zum Jahresende 2019 erfolgte die Auflösung.

## Geschäftsergebnisse
Heute werden rund 75 Prozent aller Pkw-Neuzulassungen in Deutschland über Leasing- und Finanzierungsmodelle auf die Straße gebracht. Dies entspricht einem jährlichen Kreditvolumen von ca. 60 Milliarden Euro. Der Marktanteil der herstellerverbundenen Finanzdienstleistungsgesellschaften in Deutschland liegt bei rund zwei Dritteln im Neuwagen- und rund 50 Prozent im Gebrauchtwagenbereich. Die Mitglieder bezeichnen sich als Marktführer für automobile Finanzdienstleistungen in Deutschland. Die herstellerverbundenen Autobanken haben im Geschäftsjahr 2017 über 1,65 Millionen Neufahrzeuge im Wert von rund 44,65 Milliarden Euro finanziert und verleast. Dies entspricht nach Angaben der BDA einem Wertzuwachs von 8 Prozent gegenüber dem Vorjahr. Im Geschäft mit gewerblichen Kunden und Unternehmen erzielten die Autobanken 2017 mit über 853.000 Neuverträgen im Wert von 26,8 Milliarden Euro ein Plus von 6 Prozent. Im Privatkundengeschäft waren es mit rund 797.000 neuen Verträgen im Wert von 17,9 Milliarden Euro 9 Prozent mehr als im Vorjahr. In der Summe lag das Volumen aller Leasing- und Finanzierungsverträge in den Büchern der Autobanken Ende 2016 bei 113 Milliarden Euro.

## Mobilitätspakete
Durch die Mitglieder wurden im Jahre 2006 „Mobilitätspakete“ (auch als „Dienstleistungspakete“ bezeichnet) eingeführt. Dabei handelt es sich um Leasing- oder Finanzierungsverträge, die zusätzliche Service- und Versicherungsleistungen wie Kfz-Versicherung, Wartungs- und Reparaturleistungen, Garantieverlängerung, Kreditabsicherung umfassen.
Im Jahr 2017 wurden insgesamt 2,99 Millionen Dienstleistungsverträge abgeschlossen. Heute sind die Mobilitätspakete, v. a. aufgrund integrierter Wartungs- und Reparaturleistungen oder einer inkludierten Garantieverlängerung bei Autokunden beliebter als Nachlässe auf den Kaufpreis.

## Mitglieder
- BMW Bank (BMW, MINI, Rolls-Royce Motor Cars)
- FCA Bank Deutschland (Alfa Romeo, Fiat, Fiat Professional, Jeep, Lancia, Abarth, Maserati, Jeep, Jaguar, Land Rover, Hymer)
- Ferrari Financial Services (Ferrari)
- Opel Bank (Opel, Cadillac)
- Honda Bank (Honda)
- Hyundai Capital Bank Europe (KIA Motors, Hyundai Motor)
- Mercedes-Benz Bank (Mercedes-Benz, smart, Setra, Mitsubishi Fuso)
- MKG Bank (Mitsubishi)
- PSA Bank Deutschland (Peugeot, Citroën, DS Automobiles)
- RCI Banque (Renault, Dacia, Nissan, Infiniti)
- Toyota Financial Services (Toyota, Lexus)
- Volkswagen Financial Services (Volkswagen, Audi, Seat, Škoda)